# Долиною смертоносних тіней (Дискавері)

## Про епізод
Долиною смертоносних тіней — двадцять сьомий епізод американського телевізійного серіалу «Зоряний шлях: Дискавері» та дванадцятий в другому сезоні. Епізод був написаний Дугласом Арнікоскі, а режисували Бо Йон Кім та Еріка Ліппольдт. Перший показ відбувся 4 квітня 2019 року. Українською мовою озвучено студією «ДніпроФільм».

## Зміст
З Майкл зв'язується Аманда Грейсон — вона дізналася від Спока про її матір і щиро співчуває. Новий сигнал з'являється над Боретом, священним для клінгонів місцем, де знаходиться клінгонський монастир (присвячений Кейлішу). Еш береться зв'язатися з канцлеркою Л'Релл щодо надання доступу.
Майкл помітила як змінився Еш на лиці при інформації про Борат і він зінається — Тайлер і Л'Релл залишили свого сина на виховання у ченців. Сигналізатор Тайлера повідомляє — корабель Відділу-31 пропустив вихід на зв'язок. Л'Релл прибуває на «Дискавері» і в розмові повідомляє Пайку — ченці охороняють кристали часу. Л'Релл забороняє Ешу спускатися на Борат — для клнгонів її син і Тейлор померли — й вони влаштовують сімейну сварку. Відвідати Борат береться капітан Пайк.
Майкл повідомляє Сару — вона має намір обстежити корабель Відділу-31, який вийшов на зв'язок десятьма хвилинами пізніше, ніж зазвичай. Від нового Сару дозвіл отримується на здивування легко.
Пайк відвідує монастир, щоб дістати кристал часу і в першій же розмові-сутичці з ченцями-охоронцями змушений проявляти агресивність і непоступливість у своїх прагненнях. За наказом Сару Спок вирушає в експедицію з Майкл. Пайк виявляє, що син зараз вже дорослий монах на ім'я Тенавік. Бернем і Спок досліджують корабель відділу 31, і знаходять весь екіпаж мертвим — всі викинуті у відкритий космос. За винятком одного — Камрана Гента, старого колеги Бернем ще по «Шеньчжоу», його Спок телепортує на човник. Камран розказує — коли вони намагалися видалити підозрілу підпрограму, увесь корабель відкрився у космос. Гент боїться повертатися на корабель і через силу погоджується допомогти Майкл і Споку.
Тенавік пояснює, що на життя на Бореті впливають кристали, і якщо Пайк візьме його, він не зможе змінити майбутнє, яке йому показує кристал. Пайк бачить майбутнє, коли він зазнає серйозних втрат під час аварії, і потворне обличчя себе — вбудоване в якийсь механізм — що кричить від болю й жаху. Але вирішує взяти кристал, щоб служити суспільному благу.
Майкл з Споком і Гентом переміщаються на звилюднілий корабель. Після початку діагностування корабель активує рухову систему і здійснює стрибок. Троє дослідників намагаються створити пастку для ШІ й перезапустити комп'ютер. Під час розмови Майкл розуміє — Гент під контролем ШІ; про це ж свідчать дані діагностики здійсненої Споком. ШІ спробував взяти на себе з допомогою Бернем контроль над «Дискавері» — задля архіву Сфери. Під час перестрілки Майкл встигає запустити ручне перезавантаження. Гент збиває Майкл з ніг і готується інфікувати її нанороботами. Грега затримує Спок а Майкл вистрелює в контрольованого сил-силенну енергетичних зарядів. Спок встигає активувати магнітне поле; штучне створіння розсипається на дрібненькі частинки.
Пайк прибуває на «Дискавері» з кристалом часу. Майкл і Спок доповідають про розосередженість «Контролю» при намаганні вирішення його першочергового завдання. Незабаром прибуває флот Відділу 31, що змушує Пайка наказати знищити «Дискавері», щоб тримати дані Сфери подалі від «Контролю».

## Сприйняття та відгуки
Станом на квітень 2021 року на сайті «IMDb» серія отримала 7.5 бала підтримки з можливих 10 при 2585 голосах користувачів. На «Rotten Tomatoes» 78 % схвалення при відгуках 12 експертів. Резюме слідуюче: «Вправляння з тривогами і страхами в „Долиною смертоносних тіней“ додає ще один задовольняючий рівень стосунків Майкл і Спока — якби він був трохи менш очевидним у своїй досить яскравій механічності».
Оглядач Скотт Колура для «IGN» писав так: «Тридцять кораблів Відділу-31 наближаються. Капітан Пайк готовий до самознищення. Так, зараз на „Дискавері“ киплять справи, і цей епізод знову успішно використав минуле „Треку“, щоб зробити нам сюжет перспективним».
В огляді для «Den of Geek» Раян Брітт відзначала: «Коли розповіді найкращі, ви не бачите внутрішніх струн. Персонажі мотивовані якостями, якими вони раніше були зображені на основі попередньої історії — яку ми розуміємо або відчуваємо. Сюжет розвивається органічно, стимульований такими елементами, як дії персонажа та примхи обстановин. „Зоряний шлях: Дискавері“, шоу, яке відбувається в одному з найпопулярніших та найреалізованіших оповідних всесвітів сучасності, має проблему зі світопобудовою».
Оглядач Зак Гендлен для «The A.V. Club» зазначав так: «Не думаю, що в поглядах „Дискавері“ на клінгонів є щось хороше. У них нема почуття гумору, монолог монотонний, вони втомлююче самовпевнені і виглядають жахливо. Не знаю, чи я це усвідомлював до „Долини тіней“, але новий вигляд клінгонів просто абсолютно безглуздий. Він гумовий та податливий і лише ледве нагадує конструкції Наступного покоління та Глибокого космосу-9».
Скотт Сноуден в огляді для «Space.com» відзначив так: «Цей епізод не позбавлений недоліків, але є кілька чудових сцен та хороший діалог, здійснений у приємному темпі, який не бентежить або не зменшує занурення глядача в історію. Це, мабуть, наш другий улюблений епізод другого сезону, після „Нового Едему“. Прикро, що решта сезону не була такою вдалою».

## Знімались
- Сонеква Мартін-Грін — Майкл Бернем
- Даг Джонс — Сару
- Ентоні Репп — Пол Стамец
- Мері Вайзман — Сільвія Тіллі
- Вілсон Круз — Гаг Калбер
- Шазад Латіф — Еш Тайлер
- Енсон Маунт — Крістофер Пайк
- Міа Кіршнер — Аманда Грайсон
- Мері К'єффо — Л'Релл
- Ітан Пек — Спок
- Тіг Нотаро — Джет Рено
- Кеннет Мітчелл — хранитель часу Тенавік
- Рейчел Анчеріл — Нган
- Емілі Коуттс — Кейла Делмер
- Патрік Квок-Чун — Ріс
- Ойін Оладейо — Джоан Овосекун
- Ронні Роу — лейтенант Брайс
- Сара Мітіч — лейтенантка Нільсон